# Haragban a világgal
A Haragban a világgal (eredeti cím: Rebel Without a Cause, szó szerinti jelentése: "Ok nélküli lázadó") 1955-ös amerikai filmdráma James Dean és Natalie Wood főszereplésével. A filmet Nicholas Ray rendezte. A film a fiatalokat szegénynegyedben bemutató filmek alternatívjaként szolgál, illetve társadalomkritikaként is. Címét Robert L. Lindner pszichiáter hasonló című, 1944-es könyvéről kapta, azonban a film és a könyv között nincs kapcsolat.

## Cselekmény
A film egy Jim Stark nevű fiúról szól, aki, mint a cím is mutatja, "Ok nélküli lázadó". Los Angelesbe költözik, ahol érkezése első napján összeütközésbe kerül a törvénnyel, majd egy helyi bandával is. 

## Fogadtatás
A filmet 1955. október 15.-én mutatták be az Egyesült Államokban. 4.5 millió dolláros bevételt hozott a pénztáraknál. Ma már kultuszfilmnek számít. A film eleinte megosztotta a kritikusokat,  Jack Moffitt, a The Hollywood Reporter kritikusa azonban pozitív kritikát nyújtott a filmről. A Rotten Tomatoes oldalán 94%-ot ért el, az IMDb-n pedig 7.7 pontot.